# 杓肌
杓肌（arytenoid muscle、arytenoid、/ærɪˈtiːnɔɪd/）為一個單一的肌肉，填補杓狀軟骨的後凹表面。
杓肌源自於杓狀軟骨的後表面及外側邊界，並被插入相對的軟骨之相應部分。
杓肌由"杓斜肌"(oblique arytenoid)及"杓橫肌"(transverse arytenoid)二部分組成。

## 運作
杓肌的運作機制近似於杓狀軟骨，動作機制主要是關閉声门的開口，特別是在其後部，以消除聲帶的後部連合。

## 附加圖片

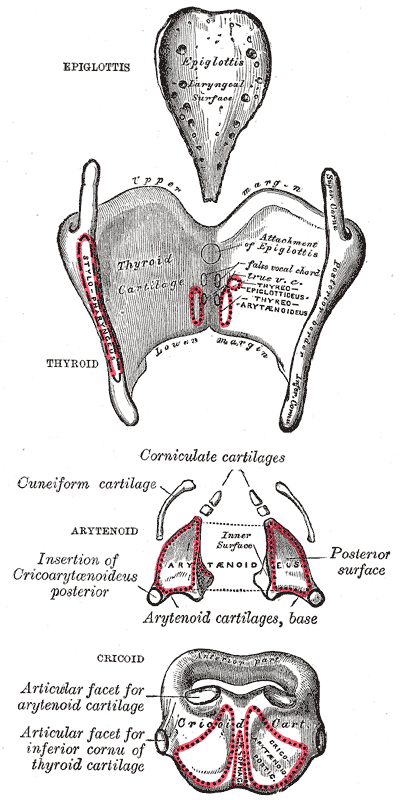
喉部軟骨。後視圖。
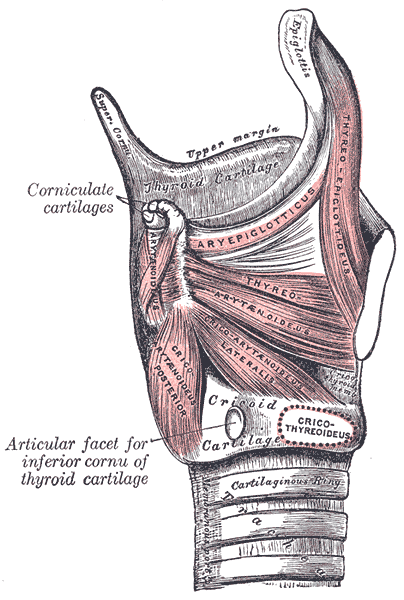
喉部肌肉。側面圖。甲狀軟骨右側椎板剝離。
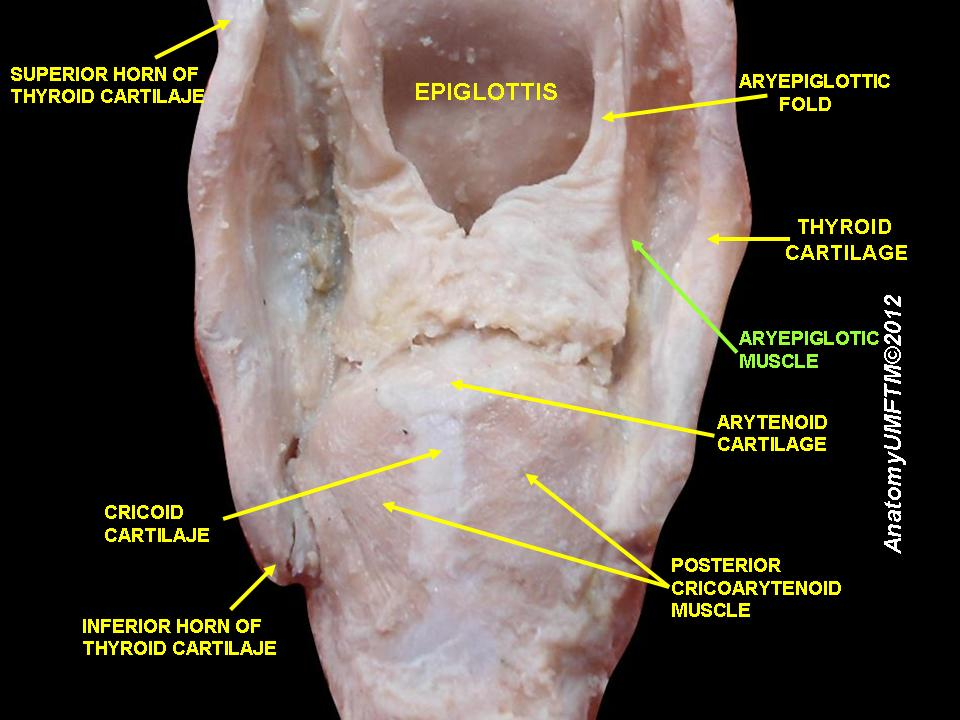
杓會厭肌。
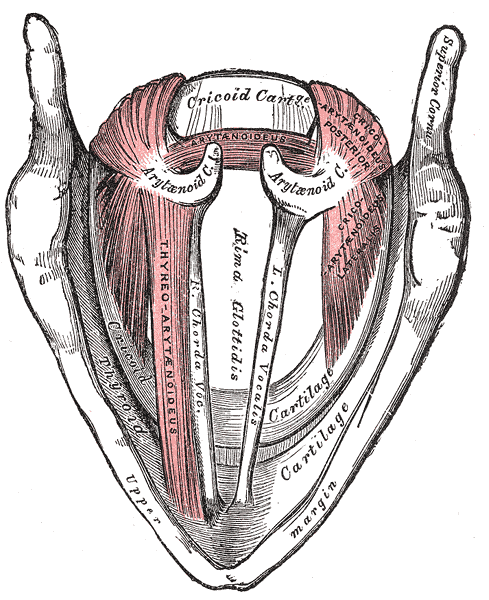
喉部肌肉。頂視圖。
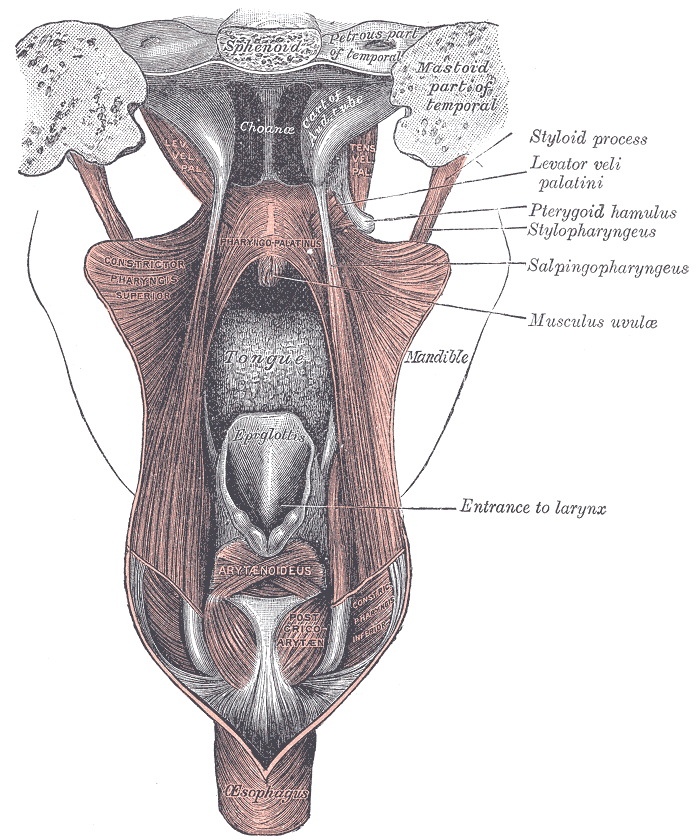
後視腭肌解剖面。

## 外部連接
- Functional anatomy of the larynx （页面存档备份，存于）